# Catedral de Sant Joan (Oban)
La Catedral de Sant Joan (gaèlic escocès: Ard-eaglais Eòin i Diadhair i en anglès: St John's Cathedral) és una catedral de l'església episcopal escocesa situada a la ciutat d'Oban. És una de les dues catedrals de la Diòcesi d'Argyll i les Illes, i una de les vetes del bisbe d'Argyll i les illes.
Vista interior que mostra les barres d'acer inusuals que donen suport a la torre central
Els MacDougalls de Dunollie i Campbells de Dunstaffnage van començar el projecte de construir una església episcopal a Oban el 1846. La primera església es va completar el 1864 i quan la ciutat va créixer, es va desenvolupar l'església. El narthex es va afegir el 1882 i després es va iniciar un gran esquema el 1906. Els fons es van acabar abans que acabés la construcció, per la qual cosa tenim una catedral única (designada com a tal en 1920) amb cada fase visible a la catedral que es veu avui i les nostres famoses bigues d'acer segueixen donant suport a la visió incompleta d'una gran estructura.

## Llista de bisbes
- 1959-1979: Charles Copland
- 2000-2012: Norman MacCallum
- 2012-2017: Nicki McNelly 2018 - Margi Campbell